# Poligamia
Poligamia (stgr. πολυγαμία polygamia, od πολύς polys „liczny” i γαμέω gameo „zawieram małżeństwo”; wielomałżeństwo) – małżeństwo z więcej niż jedną osobą (w tym samym czasie), najczęściej jednego mężczyzny z dwiema lub więcej kobietami (poligynia) lub między jedną kobietą i więcej niż jednym mężczyzną (poliandria). 

## Różne konteksty poligamii
Może to być zatem:
- związek jednego mężczyzny z wieloma kobietami (poligynia, wielożeństwo)
- związek jednej kobiety z wieloma mężczyznami (poliandria, wielomęstwo, zob. też poliandria w Tybecie – z dyskusją analogicznej poligynii)
- związek kilku kobiet z kilkoma mężczyznami (multilateralizm, zwany też poligynandrią, multigamią lub poligamią symetryczną).

Znaczenie terminu poligamia zależy więc w istocie od kontekstu, w którym jest użyte (często mówi się o poligamii mając na myśli tylko jej najczęstszą formę – poligynię, co ściśle rzecz ujmując nie jest poprawne).
Jak wskazuje etymologia, słowo poligamia odnosi się zasadniczo do związków małżeńskich (tzw. poligamia małżeńska). Termin ten bywa jednak też używany w innym kontekście – tam gdzie mogłoby to prowadzić do nieporozumień wymagane jest więc uściślenie: 
- o poligamii społecznej mówi się, gdy więcej niż dwie osoby (lub więcej niż dwa osobniki) żyją razem, utrzymując ze sobą stosunki seksualne i jednocześnie współpracując w pozyskiwaniu podstawowych zasobów takich jak pożywienie, odzienie czy pieniądze;
- gdy więcej niż dwie osoby (lub więcej niż dwa osobniki) pozostają względem siebie w stosunkach seksualnych, mówimy o poligamii seksualnej (niektórzy autorzy sugerują, by w tym kontekście posługiwać się terminem poliseksualność);
- gdy dana osoba (osobnik) ma potomstwo z więcej niż jedną partnerką lub odpowiednio z więcej niż jednym partnerem, mówimy o poligamii genetycznej.

W biologii poligamię definiuje się jako system kojarzeń polegający na okresowym (sezon rozrodczy) lub stałym współżyciu z więcej niż jednym samcem lub odpowiednio z więcej niż jedną samicą. W szczególności można tu też mówić o promiskuityzmie.
Podobne uściślenia stosowane są w odniesieniu do terminu monogamia.

## Poligamiaversusmonogamia
O ile najliczebniejsze społeczności są monogamiczne, to jednak trzy czwarte kultur plemiennych jest poligamicznych. Przeważająca większość – 980 z 1154 dawnych i współczesnych społeczeństw, na których temat antropolodzy zebrali dane – zezwala mężczyznom na wielożeństwo. Jednak aż 43 procent (z 980 badanych) kultur poligenicznych uznało wielożeństwo za okazjonalne. Z 849 małżeństw przebadanych przez antropologa Petera Murdocka, 708 (83,5%) było potencjalnie poligenicznymi. Tylko w 137 (16%) prawo nakazywało monogamię a 4 były poliandryczne. Badanie to mogłoby sprawić wrażenie, że poligynia stanowi wśród ogółu ludzi na świecie typową formę małżeńską. Jednakże nawet w społeczeństwach sankcjonujących poligamię zwykle jedynie przywódcy i bogaci mężczyźni posiadają więcej niż jedną żonę (a praktycznie wszystkie kobiety mają tylko jednego męża), w społeczeństwach tych małżeństwa monogamiczne mają miejsce 2,5 razy częściej niż małżeństwa poligamiczne. Jednak poligynia jest dla mężczyzn o tyle naturalna, że kiedy mają okazję do posiadania więcej niż jednej żony, skwapliwie z niej korzystają. Z drugiej strony w społeczeństwach monogamicznych poligamia bywa maskowana monogamią sukcesywną (monogamią seryjną).
Według K. Szymborskiego, wyniki badań z zakresu antropologii kulturowej i antropologii fizycznej wskazują na umiarkowanie poligamiczną naturę ludzi. Spośród 1200 przebadanych kultur tylko w 150 istnieje nakaz monogamii.
Ewolucjoniści uważają, że w epoce plejstocenu większość ludzi tylko sporadycznie uprawiała poligamię. Podobnie większość współczesnych społeczeństw zbieractwo-łowieckich jest monogamiczna. Poligamia nie może się opierać na łowiectwie i zbieractwie. Poligamia rzadko występuje w społeczeństwach zbieracko-łowieckich, ale cudzołóstwo jest tam powszechne. W społecznościach takich oportunistyczne tendencje mężczyzn znacznie łatwiej zaspokaja cudzołóstwo niż poligamia. Badania antropologiczne wykazały, że poligamia była typowa dla ludów rolniczych. Szanse niektórych małżeństw na poligamię znacznie wzrosły wraz z powstaniem rolnictwa, które umożliwia gromadzenie zasobów. Społeczności pasterskie są niemal bez wyjątku poligamiczne. Jednak nawet w poligamicznych społeczeństwach pasterzy większość małżeństw jest monogamiczna.

## Kultury i kraje dopuszczające poligamię

Status prawny poligamii na świecie (na styczeń 2017 r.)

Obecnie wiele krajów, Afryki i Azji sankcjonuje małżeństwa jako związki poligamiczne. Dotyczy to zwłaszcza krajów, gdzie dominująca lub państwowa jest religia muzułmańska (zob. małżeństwo w islamie).
Prawo cywilne sankcjonuje poligamię w następujących azjatyckich krajach Bliskiego Wschodu: Arabia Saudyjska, Bahrajn, Iran, Irak, Jemen, Jordania, Kuwejt, Katar, Oman, Palestyna, Syria, Zjednoczone Emiraty Arabskie; oraz w następujących azjatyckich krajach środkowego i Dalekiego Wschodu: Afganistan, Bangladesz, Brunei, Indonezja, Malediwy, Malezja, Mjanma, Pakistan. Prawo cywilne następujących krajów dalekowschodnich zezwala na poligamię tylko osobom wyznania muzułmańskiego: Indie, Singapur, Sri Lanka. Wprawdzie w Tybecie oficjalnie jej się nie dopuszcza, w praktyce przeważa na wsi i obecnie wzrasta (zob. poliandria w Tybecie).
Prawo cywilne sankcjonuje poligamię w następujących krajach afrykańskich: Algieria, Burkina Faso, Czad, Dżibuti, Egipt, Etiopia, Gabon, Gambia, Kamerun, Komory, Kongo, Libia, Mali, Maroko, Mauretania, Niger, Republika Środkowoafrykańska, RPA, Sahara Zachodnia, Senegal, Somalia, Sudan, Tanzania, Togo, Uganda, Zambia; w niektórych regionach Erytrei i Nigerii. Ponadto w kilkunastu kolejnych krajach afrykańskich poligamia uznawana jest przez prawo zwyczajowe.
Instytucja poligamii występuje też w ortodoksyjnych denominacjach mormońskich w Stanach Zjednoczonych i Kanadzie – te związki nie są jednak sankcjonowane przez prawodawstwo żadnego z tych krajów. Rzadko natomiast spotyka się legalne pozostałe formy poligamii.
W systemach prawodawczych, które nie akceptują poligamii małżeństwo wielokrotne traktuje się jako bigamię.

### Poligamia a kultura euroamerykańska
Poligamia w jakiejkolwiek formie obca jest mentalności euroamerykańskiej – pod pojęciem trójkąta miłosnego w kulturze tej rozumie się jedynie zdradę małżeńską lub swego rodzaju perwersję seksualną. Pożycie jednego mężczyzny z dwiema kobietami albo kobiety z dwoma mężczyznami ma dla ludzi żyjących w Europie lub Stanach Zjednoczonych pewien posmak egzotyki – mówi się o nim zwykle jedynie w kontekście osób pochodzących z obcych kultur. Takie antypoligamiczne nastawienie Europy i Stanów Zjednoczonych przejawia się nie tylko w świadomości potocznej, ale w spopularyzowanych teoriach niektórych antropologów pochodzących z tego kręgu kulturowego, które uzasadniają naturalność monogamii dla gatunku ludzkiego – przykładem mogą tu być publikacje amerykańskiej badaczki Helen Fisher.
Niektórzy badacze sądzą, iż w cywilizacji zachodniej występuje poligamia "rozłożona w czasie" (tzw. monogamia seryjna). Przykładowo 50% małżeństw w Stanach Zjednoczonych się rozwodzi, a byli partnerzy znajdują sobie nowych.

## Formy poligamii

### Poliandria
Kultury poliandryczne (a więc te, w których kobieta ma wielu mężów naraz) należą do wyjątków, choć jest (i było) ich w sumie więcej, niż się zwykle sądzi. Poliandria jako forma małżeńska, we wszystkich społecznościach, w których jest spotykana, nigdy nie występuje samodzielnie, ale uzupełnia inne formy małżeńskie. Najczęściej spotykana jest poliandria braci posiadających wspólną żonę. Poliandria spotykana jest w wybranych regionach na wielu kontynentach świata (szczególnie w niektórych regionach Azji). Społeczności, w których praktykowana jest poliandria, nie są liczebnie duże. W sumie szacuje się, że zjawisko dotyczy co najmniej ponad 30 współczesnych społeczności i w żadnym z przypadków poliandria nie jest zgodna z miejscowym prawem. Historycznie poliandria była też praktykowana w niektórych kulturach Europy i Bliskiego Wschodu.
Można wskazać wiele przyczyn, dla jakich ludzie wybierają poliandrię. W szczególności mogą to być powody lub motywacje gospodarcze, społeczne, demograficzne, seksualne, osobiste i inne.

## Kontekst biologiczny

### Dymorfizm płciowy
„Zoolog z Przestrzeni Pozaziemskiej tylko by spojrzał na moją żonę (…) i na mnie (…) i natychmiast odgadłby, że należymy do umiarkowanie poligenicznego gatunku”

Każdy samiec gatunku monogamicznego może zdobyć samicę, ale większość samców zdecydowanie poligenicznego gatunku wałęsa się bez partnerek, bo kilku dominującym samcom udało się zagonić wszystkie samice do swoich haremów. Im większy harem tym ostrzejsza konkurencja między samcami i tym ważniejsze jest dla samca, aby być potężnym, bo większy osobnik z reguły zwycięża w walce.
Konkurowanie o partnerki jest ostrzejsze w przypadku gatunków poligenicznych niż monogamicznych, a gatunki poligeniczne wykazują także tendencję do wyraźniejszych różnic między samcami i samicami nie tylko pod względem wielkości ciała. Te różnice to wtórne cechy płciowe, mające znaczenie w wabieniu partnerów.
Średnia wielkość haremu zwierząt poligenicznych wzrasta wraz ze wzrostem stosunku wielkości ciała samca do wielkości ciała samicy. Na przykład u gibonów, które są monogamiczne, samce i samice są tej samej wielkości; samce goryli, z typowym haremem złożonym z 3 do 6 samic, są niemal dwa razy cięższe niż samice; samce i samice gibonów, wydają się z daleka identyczne, natomiast samce goryli można rozpoznać z daleka po czubie na głowie i srebrzysto owłosionych barkach; średnia wielkość haremu południowego słonia morskiego wynosi 48 partnerek seksualnych, które ważąc po mniej więcej 500 kilogramów wyglądają jak karzełki przy 3 tonowym samcu.
Różnice pomiędzy kobietami a mężczyznami (dymorfizm płciowy) przemawiają więc za poligeniczną naturą gatunku ludzkiego. Dorośli mężczyźni są więksi od kobiet w podobnym wieku (przeciętnie o około 8% wyżsi i o 20% ciężsi). Mężczyzn odróżnia od kobiet owłosienie na ciele i twarzy. Kobiety posiadają wydatne piersi (nawet przed pierwszą ciążą, co jest wyjątkiem wśród naczelnych).

### Różnice w dzietności obu płci
U gatunków monogamicznych także dzietność obu płci jest taka sama – to znaczy jeśli połowa samic ma potomstwo, to będzie je miała również połowa samców. Gdyby dzietność kobiet i mężczyzn była jednakowa to na przykład jednemu procentowi kobiet, które mają siódemkę dzieci powinien odpowiadać jeden procent mężczyzn z siódemką dzieci – tak jednak nie jest. Więcej mężczyzn niż kobiet nie ma dzieci w ogóle; są za to znani mężczyźni, którzy mieli kilkadziesiąt albo i nawet kilkaset dzieci, a kobiet takich nie ma. Przeczy to obrazowi monogamicznego człowieka.

### Znacznie zróżnicowana – płeć mózgu
U gatunków monogamicznych zarówno samica, jak i samiec w takim samym stopniu poświęcają się opiece nad potomstwem.

### Budowa fizyczna i funkcjonowanie męskich genitaliów
Również wielkość jąder męskich stanowi argument za przystosowaniem ludzi do stosunków poligamicznych. Gatunki, które kopulują częściej, potrzebują większych jąder, gatunki promiskuityczne, w których kilka samców zazwyczaj kopuluje po kolei z jedną samicą, potrzebują szczególnie dużych jąder (ponieważ samiec, który wtryskuje najwięcej spermy, ma największą szansę, aby być tym, który zapłodnił jajeczko). Im większe jądra ma samiec, tym bardziej poligamiczne są samice. Innymi słowy duże jądra samców oznaczają poligamiczność samic. Jeśli samica łączy się z wieloma samcami, to wówczas plemniki każdego samca walczą o to by jak najszybciej dotrzeć do komórki jajowej. Najlepszym sposobem na wygranie tej konkurencji jest wyprodukowanie większej ilości spermy i „zalanie” konkurencji.
Im bardziej samce są pewne swego seksualnego monopolu, jak np. goryle, tym mniejsze mają jądra. Jeżeli żyją w grupach o „swobodnych obyczajach” seksualnych, mają większe jądra. Szympansy żyją w grupach, w których samice może dzielić kilku samców, zatem możliwość częstych i obfitych wytrysków nasienia zwiększa szansę zostania ojcem. Szympansy mają gigantyczne jądra, natomiast goryle maleńkie. Chociaż goryle ważą cztery razy tyle co szympansy, jądra tych drugich są cztery razy większe od jąder goryli.
Przykładowo delfiny i wieloryby mają ogromne jądra. Jądra wieloryba mogą ważyć ponad tonę i stanowią 2 procent masy ciała. Samice delfinów i wielorybów zwykle nie są monogamiczne, ale łączą się z kilkoma samcami (czasami dwa samce delfinów butelkonosych zapładniają samicę jednocześnie). Kaszaloty, żyją w haremach (jeden samiec ma monopol na harem) i mają stosunkowo małe jądra.
Większość ssaków jest poligamiczna. Większość ptaków jest monogamiczna, ale nie są one ani trochę wierne – wiele piskląt w przeciętnym gnieździe nie pochodzi od swego rzekomego ojca. Wielkość jąder ptaka zależy od jego systemu tworzenia par. Największe jądra mają ptaki poliandryczne lub monogamiczne żyjące w koloniach dających wiele możliwości do cudzołóstwa. Jądra ptaków tokujących, których samice kopulują tylko dwa lub trzy razy z tym samym samcem, są niezwykle małe, mimo że samiec zapładnia wiele samic w stosunkowo krótkim okresie. Częste zdrady w koloniach ptaków zapewniają samcom posiadanie większej liczby potomstwa, a samicom posiadanie lepszego jakościowo potomstwa. O wielkości samczych jąder nie decyduje częstotliwość kopulacji, ale liczba rywali, z którymi musi konkurować.
Jądra mężczyzn są średnich rozmiarów, chociaż są znacznie większe niż u goryli. Ciężar jąder przeciętnego mężczyzny wynosi ponad 40 gramów (monogamiczny, dwustukilogramowy goryl samiec ma jądra większe od ludzkich, ale proporcjonalnie do masy ciała są one mniejsze). Ludzkie jądra nie są jednak tak wielkie jak u szympansów – są mniejsze od ponad 100-gramowych jąder samca szympansa. Przypuszcza się, że męskie jądra nie działają w pełni swoich możliwości (produkcja plemników na gram tkanki jest niezwykle mała) to znaczy przodkowie współczesnych mężczyzn mogli mieć jeszcze większe jądra. Mężczyzna wytwarza też nieprzeciętnie dużą ilość niepełnowartościowych plemników, których rolą jest zamknięcie drogi plemnikom następcy.
U gatunków monogamicznych występuje mały narząd kopulacyjny a ludzki penis jest większy nawet od penisa promiskuitywnego szympansa.
Budowa fizyczna i funkcjonowanie męskich genitaliów przemawiają za tym, że na przestrzeni wielu tysięcy lat ewolucji ludzie żyli w strukturach społecznych, w których mężczyźni współdzielili partnerki seksualne (a z drugiej strony: kobiety spółkowały z wieloma mężczyznami) – i do życia w takich strukturach ludzie do dziś są usposobieni. Trudno jednak odpowiedzieć na pytanie jak takie struktury mogły wyglądać gdyż antropolodzy nie wypracowali jednolitej, spójnej teorii w tej kwestii (niektórzy z nich sugerują, że być może nigdy się już tego nie dowiemy).

### Właściwości psychiki
Hipoteza poligamicznych skłonności zarówno mężczyzn jak i kobiet ma również oparcie w efekcie Cooledge'a i kobiecej skłonności do przeżywania orgazmu wielokrotnego (co miałoby ułatwiać seks z kilkoma partnerami naraz).

### Człowiek a inne człowiekowate
Ludzie i duże małpy człekokształtne różnią się między sobą względnymi rozmiarami ciała samców i samic, długością członka i wielkością jąder. Szympansy obu płci są mniej więcej jednakowych rozmiarów, mężczyźni są nieco więksi niż kobiety, ale samce orangutanów i goryli są znacznie większe od samic tych gatunków. Mężczyźni mają najdłuższe członki, szympansy największe jądra, orangutany i goryle zaś najkrótsze członki i najmniejsze jądra.
Większość samców szympansa żyje z wieloma samicami w promiskuitycznej hordzie, mając sposobność do kopulacji prawie co dzień (szympans pospolity) albo i kilka razy dziennie (szympans bonobo). Aby móc dokonać zapłodnienia promiskuitycznej samicy szympans potrzebuje jąder takich właśnie rozmiarów.
Z czterech rodzajów małp homonidalnych (gibony, orangutany, goryle i szympansy) tylko gibony zawierają coś w rodzaju małżeństw. Pary gibonów żyją w wiernych związkach w lasach południowo-wschodniej Azji, gdzie prowadzą samotne życie na określonym terytorium.
Samica goryla jest tak wierna mężowi jak gibonica – chodzi za nim krok w krok i robi to samo co on. On też również jest jej wierny w pewnym sensie – pozostaje z nią przez wiele lat i obserwuje, jak ona wychowuje jego potomstwo. Pomiędzy gorylem a gibonem istnieje jednak wielka różnica: goryl posiada w swoim haremie kilka samic i jest równie wierny każdej z nich.
Rozmiary ciała mężczyzny nie pasują do systemu haremowej poligamii goryli (poligamia i różnice między rozmiarami ciała samca i samicy są ściśle ze sobą powiązane). Z drugiej strony mężczyźni nie są też tak antyspołeczni ani tak stali w uczuciach jak monogamiczny gibon.

### Poligamia w naturze
W przyrodzie poligamia jest systemem dominującym. Monogamiczne jest jednak 3% gatunków ssaków, 12% gatunków naczelnych i 90% gatunków ptaków (choć tylko 10% ptaków jest wiernych partnerowi).